# Lijst van postcodes 6000-6999 in Nederland
Hieronder volgt een lijst van postcodes 6000-6999 in Nederland:

## 6000-6099
- 6000-6006: Weert
- 6010-6011: Ell
- 6012: Haler
- 6013: Hunsel
- 6014: Ittervoort
- 6015: Neeritter
- 6017: Thorn
- 6019: Wessem
- 6020-6021: Budel
- 6023: Budel-Schoot
- 6024: Budel Dorplein
- 6026: Maarheeze
- 6027: Soerendonk
- 6028: Gastel
- 6029: Sterksel
- 6030-6031: Nederweert
- 6034: Nederweert-Eind
- 6035: Ospel
- 6037: Kelpen-Oler
- 6039: Stramproy
- 6040-6045: Roermond
- 6049: Herten
- 6050-6051: Maasbracht
- 6060-6061: Posterholt
- 6063: Vlodrop
- 6065: Montfort
- 6067: Linne
- 6070-6071: Swalmen
- 6074: Melick
- 6075: Herkenbosch
- 6077: Sint Odiliënberg
- 6080-6081: Haelen
- 6082: Buggenum
- 6083: Nunhem
- 6085: Horn
- 6086: Neer
- 6088: Roggel
- 6089: Heibloem
- 6091-6092: Leveroy
- 6093: Heythuysen
- 6095: Baexem
- 6096: Grathem
- 6097: Heel
- 6099: Beegden

## 6100-6199
- 6100-6102: Echt
- 6104: Koningsbosch
- 6105: Maria-Hoop
- 6107: Stevensweert
- 6109: Ohé en Laak
- 6111-6112: Sint Joost
- 6114: Susteren
- 6116: Roosteren
- 6118: Nieuwstadt
- 6120-6121: Born
- 6122: Buchten
- 6123: Holtum
- 6124: Papenhoven
- 6125: Obbicht
- 6127: Grevenbicht
- 6129: Urmond
- 6130-6137: Sittard
- 6140-6141: Limbricht
- 6142: Einighausen
- 6143: Guttecoven
- 6150-6151: Munstergeleen
- 6153: Windraak
- 6155: Puth
- 6160-6167: Geleen
- 6170-6171: Stein
- 6174: Sweikhuizen
- 6176: Spaubeek
- 6180-6181: Elsloo
- 6190-6192: Beek
- 6199: Maastricht Aachen Airport

## 6200-6299
- 6200-6229: Maastricht
- 6230-6231: Meerssen
- 6235: Ulestraten
- 6237: Moorveld
- 6240-6241: Bunde
- 6243: Geulle
- 6245: Eijsden
- 6247: Gronsveld
- 6251-6252: Eckelrade
- 6255: Noorbeek
- 6260-6261: Mheer
- 6262: Banholt
- 6265: Sint Geertruid
- 6267: Cadier en Keer
- 6268: Bemelen
- 6269: Margraten
- 6270-6271: Gulpen
- 6273: Ingber
- 6274: Reijmerstok
- 6276: Heijenrath
- 6277: Slenaken
- 6278: Beutenaken
- 6280-6281: Mechelen
- 6285: Epen
- 6286: Wittem
- 6287: Eys
- 6289: Elkenrade
- 6290-6291: Vaals
- 6294: Vijlen
- 6295: Lemiers

## 6300-6399
- 6300-6301: Valkenburg
- 6305: Schin op Geul
- 6307: Scheulder
- 6311-6312: Ransdaal
- 6320-6321: Wijlre
- 6325: Berg en Terblijt
- 6333: Schimmert
- 6336: Hulsberg
- 6341-6342: Walem
- 6343: Klimmen
- 6350-6351: Bocholtz
- 6353: Baneheide
- 6360-6361: Nuth
- 6363: Wijnandsrade
- 6365: Schinnen
- 6367: Voerendaal
- 6369: Simpelveld
- 6370-6374: Landgraaf

## 6400-6499
- 6400-6422: Heerlen
- 6430-6433: Hoensbroek
- 6436: Amstenrade
- 6438: Oirsbeek
- 6439: Doenrade
- 6440-6446: Brunssum
- 6447: Merkelbeek
- 6450-6451: Schinveld
- 6454: Jabeek
- 6456: Bingelrade
- 6460-6469: Kerkrade
- 6470-6471: Eygelshoven

## 6500-6599
- 6500-6546: Nijmegen
- 6550-6551: Weurt (gemeente Beuningen)
- 6560-6562: Groesbeek (gemeente Berg en Dal)
- 6564: Heilig Landstichting (gem. Berg en Dal)
- 6566: Millingen aan de Rijn (gem. Berg en Dal)
- 6570-6572: Berg en Dal
- 6573: Beek (Ubbergen) (gem. Berg en Dal)
- 6574: Ubbergen (gem. Berg en Dal)
- 6575: Persingen (gem. Berg en Dal)
- 6576: Ooij (gem. Berg en Dal)
- 6577: Erlecom (gem. Berg en Dal)
- 6578: Leuth (gem. Berg en Dal)
- 6579: Kekerdom (gem. Berg en Dal)
- 6580-6581: Malden (gemeente Heumen)
- 6582: Heumen
- 6583: Molenhoek (gemeente Heumen)
- 6584: Molenhoek (gemeente Mook en Middelaar)
- 6585: Mook (gem. Mook en Middelaar)
- 6586: Plasmolen (gem. Mook en Middelaar)
- 6587: Middelaar (gem. Mook en Middelaar)
- 6590-6591: Gennep
- 6595: Ottersum (gemeente Gennep)
- 6596: Milsbeek (gem. Gennep)
- 6598: Heijen (gem. Gennep)
- 6599: Ven-Zelderheide (gem. Gennep)

## 6600-6699
- 6600-6605: Wijchen
- 6606: Niftrik
- 6610-6611: Overasselt
- 6612: Nederasselt
- 6613: Balgoij
- 6615: Leur (Gelderland)
- 6616: Hernen
- 6617: Bergharen
- 6620-6621: Dreumel
- 6624: Heerewaarden
- 6626: Alphen
- 6627: Maasbommel
- 6628: Altforst
- 6629: Appeltern
- 6630-6631: Horssen
- 6634: Batenburg
- 6640-6642: Beuningen
- 6644: Ewijk
- 6645: Winssen
- 6650-6652: Druten
- 6653: Deest
- 6654: Afferden
- 6655: Puiflijk
- 6657: Boven Leeuwen
- 6658: Beneden Leeuwen
- 6659: Wamel
- 6660-6662: Elst
- 6663: Lent (gem Nijmegen)
- 6665: Driel
- 6666: Heteren
- 6668: Randwijk
- 6669: Dodewaard
- 6670-6671: Zetten
- 6672: Hemmen
- 6673: Andelst
- 6674: Herveld
- 6675: Valburg
- 6676: Homoet
- 6677: Slijk Ewijk
- 6678: Oosterhout (gem. Overbetuwe)
- 6679: Oosterhout (gem. Nijmegen)
- 6680-6681: Bemmel
- 6683: Ressen (Nijmegen) (gem. Nijmegen)
- 6684: Ressen (Lingewaard) (gem. Lingewaard)
- 6685: Haalderen
- 6686: Doornenburg
- 6687: Angeren
- 6690-6691: Gendt

## 6700-6799
- 6700-6709: Wageningen
- 6710-6718: Ede
- 6720-6721: Bennekom
- 6730-6731: Otterlo
- 6732: Harskamp
- 6733: Wekerom
- 6740-6741: Lunteren
- 6744: Ederveen
- 6745: De Klomp

## 6800-6899
- 6800-6846: Arnhem
- 6850-6852: Huissen
- 6860-6862: Oosterbeek
- 6865: Doorwerth
- 6866: Heelsum
- 6869: Heveadorp
- 6870-6871: Renkum
- 6874: Wolfheze
- 6877: Deelen
- 6880-6883: Velp
- 6891: Rozendaal

## 6900-6999
- 6900-6905: Zevenaar
- 6909: Babberich
- 6910-6911: Pannerden
- 6913: Aerdt
- 6914: Herwen
- 6915: Lobith
- 6916: Tolkamer
- 6917: Spijk (Rijnwaarden)
- 6920-6922: Duiven
- 6923: Groessen
- 6924: Loo
- 6930-6932: Westervoort
- 6940-6942: Didam
- 6950-6953: Dieren
- 6955: Ellecom
- 6956: Spankeren
- 6957: Laag-Soeren
- 6960-6961: Eerbeek
- 6964: Hall
- 6970-6971: Brummen
- 6974: Leuvenheim
- 6975: Tonden
- 6980-6984: Doesburg
- 6986: Angerlo
- 6987: Giesbeek
- 6988: Lathum
- 6990-6991: Rheden
- 6994: De Steeg
- 6996: Drempt
- 6997: Hoog-Keppel
- 6998: Laag-Keppel
- 6999: Hummelo